# リトル・チャロ4 英語で歩くニューヨーク
『リトル・チャロ4 英語で歩くニューヨーク』（リトルチャロフォー えいごであるくニューヨーク）は、2013年4月から2014年1月までNHK Eテレで放送されていたアニメーション番組兼語学番組である。『リトル・チャロ』シリーズの第4部に当たる。
本作の舞台はアメリカ合衆国最大の都市・ニューヨーク。第1シリーズ（2008年製作）でチャロを救った脚本家・トモコが製作する映画に出演することとなったチャロが、ニューヨークへ行く。そこで見つけた新しい友達とチャロの友情と冒険をアニメーション（1回5分）で描き、またそこで描かれたストーリーを題材にした20分の英語講座も行われた。

## 出演者
英語講座
- 講師 - 江原美明
- 出演
  - SHELLY
  - 吉澤ひとみ
  - KENCHI（EXILE）
  - マイケル・リーバス

## 登場キャラクター
登場人物・声優（声優名は日本語版・英語版の順に記載）
チャロ
純名りさ・斎藤アリーナ
翔太が飼っている雑種の子犬だが翔太の父・イチローに連れられてニューヨークで映画の撮影に参加する。ウィンナーソーセージが大好物。
翔太
島田知美(日本語版・英語版)
チャロの飼主。本シリーズではサッカーの試合が控えていて日本で留守番にされる。
イチロー
落合弘治・Matthew Masaru Barron
チャロの飼主である翔太の父でフリーランスのカメラマン。ニューヨークに住んでいるトモコの勧めで映画撮影のカメラマンとして参加する。
トモコ
小島幸子・島田知美
ニューヨーク在住の日本人。無印版（第1シリーズ）ではニューヨークで迷子になったチャロを見つけて保護したが、今シリーズは映画監督としてイチローに撮影、ケビンに音声の指示を出すトンコの飼主。ヨーコのルームメイト。カレンの孫でありマリの娘。
ヨーコ
伊藤静・Bianca Allen
ニューヨーク在住の日本人。トモコの映画撮影で主演女優として撮影に参加する。トモコのルームメイト。俳優養成所時代にオリオンに出会い、クラスメイトとなった。
トンコ
かないみか・Carolyn Miller
トモコが飼っているウサギ。映画の撮影中に乱入してしまうがあるきっかけでチャロに出会う。過去にサーカス団インパルス・サーカスで生まれてショー向けに飼われていたが脱走し、トモコに出会ったがレグルスに演技を見せてしまったところをインパルス・サーカスの関係者に見られてしまったので無理やり連れ戻された。
ケビン
櫻井トオル・Matthew Masaru Barron
ニューヨーク在住。トモコの映画撮影で音声を任される。
カール
櫻井トオル・Matthew Masaru Barron
ニューヨーク在住。トモコの友人。
ネストル
落合弘治・Cyrus Nozumu Sethna
セントラルパークにいるフクロウ。チャロとトンコに都市伝説を教えたり、知識や格言（特にシェークスピア）を教える。
ミネルバ
瑚海みどり・Gerri Sorrells
セントラルパーク動物園にいるチンパンジー。チャロの演技の悩みを打ち明ける。
カレン
鈴木弘子・Maya
セントラルパークで映画の撮影現場を見学し、映画撮影の様子を見守っている老婦人。実はトモコの祖母でありマリの母だが、夫との約束のために続けていたボランティア活動の件で娘と溝ができてしまっている。エイトの飼主。
英三郎
落合弘治・Matthew Masaru Barron
カレンの亡き夫で日本人。アフリカでのボランティア活動で出会い結婚し、娘マリをもうけるが病気で帰らぬ人となった。
エイト
最上嗣生・Jack Merluzzi
カレンが飼っているブルドッグ。映画撮影の様子を見守っている。カレンとマリの過去を知っておりそれらをチャロに語る。
マイケル
相楽信頼・Jack Merluzzi
ケガをした翔太の父・イチローの代わりに映画撮影のカメラマンとして参加する。
オリオン
河田吉正・Chris Wells
ヨーコの俳優養成所時代のクラスメイト。トモコの映画撮影で共演俳優として撮影に参加する。特技は催眠術。リゲルの飼い主。
リゲル
最上嗣生・Josh Keller
オリオンが飼っているジャーマンシェパード。オリオンと共に催眠術を使いこなす。過去にNYPDの警察犬トップ争いでシリウスと共に参加した。子犬の頃の名前はゲン。現役のニューヨーク市警の警察犬。
シリウス
滝知史・Chris Wells
元NYPDの警察犬。無印版（第1シリーズ）ではニューヨークで迷子になったチャロを見つけたが、今シリーズは警察犬を退役し書店の番犬として活躍している。過去にNYPDの警察犬トップ争いでリゲルと共に参加した。
マリ
足立友・Kimberly Tierney
カレンの娘でトモコの母であり、第1作に登場したマツモト・ケンの元妻。ロサンゼルスにてグループホームである『アスターホーム』を運営している。父が死んだ時も活動で帰ってこなかった母にわだかまりを抱き、さらにアスターホームの為に仕方なく夫と離婚したことがエイトの口から語られている。
ケリー
落合弘治・Jeff Manning
サーカス団ゴールデン・オールディーズの団長。ライバルのサーカス団インパルス・サーカスにスターやお客を奪われてしまうのが心配。
セイラ
雪野五月・Kimberly Tierney
サーカス団ゴールデン・オールディーズに所属していたウサギ。レグルスと共に人気スターだったが、ライバルのサーカス団インパルス・サーカスへ転属し娘であるトンコを出産するものの厳しい特訓のせいで命を落としてしまった。
ソフィー
伊藤静・Maya
サーカス団ゴールデン・オールディーズ所属のプードル。美貌が自慢で花形のスター。
サニー
伊東みやこ・Cyrus Nozomu Sethna
サーカス団ゴールデン・オールディーズ所属のカメレオン。筋肉トレーニングを行い重いものを持ち上げるほどに成長した。
リブラ
伊東みやこ・Jeff Manning
サーカス団ゴールデン・オールディーズ所属の象。玉乗りの練習中に転落して以来丸い物を見ると怯えてしまうトラウマに陥った。
レグルス
櫻井トオル・Jack Merluzzi
サーカス団ゴールデン・オールディーズ所属のライオン。活発な頃はセイラと共に人気スターだったが現在はオリの中でひきこもり生活を送っている。トンコの演技を見て人気スターへ復活した。
ルドルフ
巻島直樹・Jack Merluzzi
サーカス団インパルス・サーカスの団長。ライバルのサーカス団ゴールデン・オールディース所属の動物を転属し、命を落とすほどの厳しい特訓を仕掛けた張本人。トンコを連れ戻して看板スターに仕立て上げようとしたが動物誘拐の疑いでNYPDから事情聴取中に逃走し、逮捕された。
ナレーター
大原崇・Bill Sullivan
本作品のナレーションスタッフ。

## アニメーションパートスタッフ
- 原作:わかぎゑふ
- 脚本:斎藤栄作
- 英語脚本:パトリック・ハーラン
- 英語監修:江原美明・ゲーリースコットファイン
- 音楽:内池秀和

- 音響効果:池沢美和子

- キャラクターデザイン／アニメーション:Spooky graphic

## カリキュラム・エピソード
サブタイトルだが英語講座は単元名、日本語版はエピソードとして明記する。()内は英語版のサブタイトルである。
| 話数（本放送） | 話数（10分版） | サブタイトル         | 原題                    |
| -------------- | -------------- | -------------------- | ----------------------- |
| Episode 1      | 第24話A        | クランクイン         | Filming in NewYork      |
| Episode 2      | 第24話B        | 夢追うふたり         | Charo and Shota         |
| Episode 3      | 第25話A        | 信じる心             | Believing Heart         |
| Episode 4      | 第25話B        | 花言葉               | The Language of Flowers |
| Episode 5      | 第26話A        | 君の大切な人         | Someone You Love        |
| Episode 6      | 第26話B        | 悲しい別れ           | A Special Scene         |
| Episode 7      | 第27話A        | 思いを込めて         | With Feeling            |
| Episode 8      | 第27話B        | アクシデント         | An Accident             |
| Episode 9      | 第28話A        | チャロの不安         | Insecurity              |
| Episode 10     | 第28話B        | 約束                 | A Promise               |
| Episode 11     | -              | 優しいウソ           | A Little White Lie      |
| Episode 12     | 第29話A        | オリオンとリゲル     | Orion and Rigel         |
| Episode 13     | 第29話B        | 目覚めぬヨーコ       | A Special Power         |
| Episode 14     | 第30話A        | ライバルの過去       | Rivals                  |
| Episode 15     | 第30話B        | リゲルの心           | The Choice              |
| Episode 16     | 第31話A        | 誇り                 | A New Promise           |
| Episode 17     | 第31話B        | 会いたい気持ち       | A Present               |
| Episode 18     | -              | ふたつのソーセージ   | Two Sausages            |
| Episode 19     | 第32話A        | 1年目のありがとう    | One-Year Anniversary    |
| Episode 20     | 第32話B        | 写真の人             | An Old Picture          |
| Episode 21     | 第33話A        | それぞれの思い       | Karen And Mari          |
| Episode 22     | 第33話B        | 動物園               | At the Zoo              |
| Episode 23     | 第34話A        | ヒーロー             | The Kids' Heroes        |
| Episode 24     | 第34話B        | 夢かなう時           | A Lion in NewYork       |
| Episode 25     | 第35話A        | サーカス団           | At the Circus           |
| Episode 26     | 第35話B        | 燃え尽きた心         | Sarah and Regulus       |
| Episode 27     | 第36話A        | ママとの約束         | Tonko's Secret          |
| Episode 28     | 第36話B        | 伝説のウサギ         | The Legendary Rabbit    |
| Episode 29     | 第37話A        | トンコの事情         | Tonko's Worries         |
| Episode 30     | 第37話B        | おばあちゃんの思い出 | Grandma's Promise       |
| Episode 31     | 第38話A        | 真犯人               | Behind the Tent         |
| Episode 32     | 第38話B        | カレンとトモコ       | Karen and Tomoko        |
| Episode 33     | 第39話A        | 仲間たち             | Friends                 |
| Episode 34     | 第39話B        | 走れ、チャロ!        | Run, Charo!             |
| Episode 35     | 第40話         | 救世主               | The Rescue              |
| Episode 36     | （同上）       | いつまでも一緒に     | Together Again          |

## テーマソング
- 西野カナ「Rainbow」（テレビ放送時のみ、DVD-BOX版には未収録）

## 放送局
| 放送地域          | 放送局    | 放送期間                      | 放送日時             | 備考                      |
| 英語講座          | 英語講座  | 英語講座                      | 英語講座             | 英語講座                  |
| ----------------- | --------- | ----------------------------- | -------------------- | ------------------------- |
| 日本全域          | NHK Eテレ | 2013年4月3日 - 12月18日       | 水曜日 22:00 - 22:20 |                           |
| 日本全域          | NHK Eテレ | 2013年4月9日 - 12月24日       | 火曜日 6:00 - 6:20   | 再放送                    |
| 5分版（日本語版） |           |                               |                      |                           |
| 日本全域          | NHK Eテレ | 2013年4月3日 - 12月17日       | 水曜日 19:50 - 19:55 | 字幕放送                  |
| 日本全域          | NHK Eテレ | 2013年4月6日 - 12月21日       | 土曜日 9:55 - 10:00  | 字幕放送 再放送           |
| 日本全域          | NHK総合   | 2013年4月12日 - 2014年1月17日 | 金曜日 10:50 - 10:55 | 字幕放送                  |
| 5分版（英語版）   |           |                               |                      |                           |
| 日本全域          | NHK Eテレ | 2013年4月4日 - 12月19日       | 木曜日 6:20 - 6:25   | 日本語字幕スーパー        |
| 日本全域          | NHK Eテレ | 2013年4月4日 - 12月19日       | 木曜日 22:20 - 22:25 | 日本語字幕スーパー 再放送 |